# Bitva u Hydaspés
V bitvě u řeky Hydaspés se v květnu roku 326 př. n. l. střetla makedonsko-perská armáda Alexandra Velikého s indickým vojskem krále Póra. Boj se odehrál na levém břehu řeky Hydaspés (přítok Indu nyní známý jako Dželam) poblíž současného města Bhera v pákistánské části Paňdžábu. Toto střetnutí představovalo poslední velkou bitvu svedenou Alexandrem. Makedonský král v ní sice dosáhl vítězství, avšak jeho vyčerpaná armáda se nedlouho nato vzbouřila a odmítla následovat Alexandra dále do Indie. Král Póros a jeho muži prokázali v boji proti makedonskému vojsku svoji udatnost, čímž si získali Alexandrův obdiv a respekt.

## Před bitvou
Poté, co Alexandr zajal a usmrtil Béssa, vraha perského velkokrále Dareia III., a v roce 327 př. n. l. konečně zdolal odpor Sogdů vedených Spitamenem, zahájil tažení do Indie rozdělené tehdy do mnoha drobných království. Velikost Alexandrových invazních sil je některými historiky odhadována až na 135 000 mužů, většina se však přidržuje střízlivějších počtů v rozpětí 41 000 až 46 000. Hlavní část armády vstoupila do dnešního severního Pákistánu Chajbarským průsmykem, současně menší vojsko pod osobním Alexandrovým velením postupovalo severnější cestou, přičemž se zmocnilo pevnosti Aornos. Na jaře 326 př. n. l. spojil Alexandr své vojsko a dorazil do města Taxila. S místním králem Omfisem (Ambhi) uzavřel Alexandr alianci namířenou proti Omfisovu rivalovi Pórovi, jehož doména se nacházela východně od hraniční řeky Hydaspés.

## Bitva

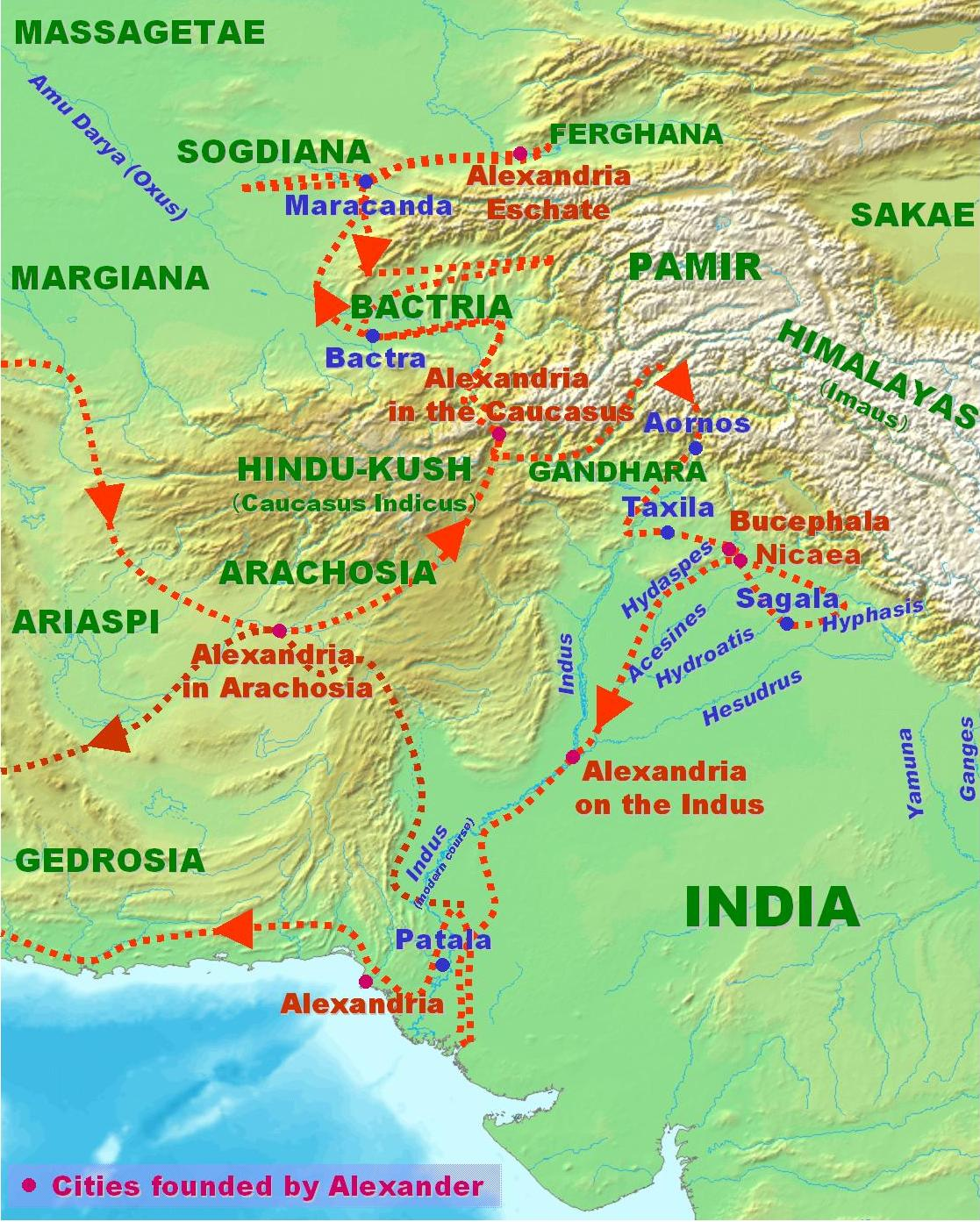
Mapa Alexandrova tažení ve střední Asii a v Indii

Póros se zatím na jižním břehu Hydaspés připravoval k odražení nepřátelského pokusu o přebrodění řeky. Samotná řeka představovala pro svoji hloubku a prudkost dostatečně obtížnou překážku, jež mohla přivodit zkázu celému útočícímu vojsku. Alexandr si byl vědom, že přímé překročení by mohlo skončit fiaskem, kvůli čemuž se rozhodl najít vhodnější místo, jež by mu umožnilo přesunout armádu na opačný břeh. Alexandr proto každé noci vysílal své jízdní oddíly podél řeky předstírat klamné útoky, čímž vytrvale zneklidňoval Pórovy vojáky. Ostražitost Indů brzy poklesla, načež Alexandr objevil příhodný bod k přechodu řeky, nacházející se proti proudu asi 25 kilometrů od tábora. Zhruba polovinu svých mužů zanechal Alexandr pod Kraterovým velením naproti Pórovu vojsku a sám se vydal k řece v čele silného oddílu skládajícího se z 10 000 pěšáků a 5000 jezdců. V případě, že by Póros napadl Alexandra s celou svou vojenskou mocí, měl Krateros překročit řeku a napadnout Pórův týl. Jestliže by se však Póros rozhodl postavit se Alexandrovi jen s části sil, měl Krateros setrvat na svém břehu a upoutávat pozornost zbytku Indů.
Alexandr se rychle přesunul na vybrané místo a během noci přeplavil své vojáky na druhý břeh. Vojáci se dostávali přes řeku uprostřed noci a za deště což bylo hodně náročné. Současně to poskytovalo výhodu v tom, že pochodující vojáci byli obtížně slyšet a vidět. Nečekaným překvapením pro Alexandra bylo, že narazil na dva ostrovy za sebou, které se nacházely v místě přechodu řeky. Vojáci se brodili, přešli větší ostrov, znovu brodili, překonali další menší ostrov a naposledy vstoupili do řeky až dorazili na druhý břeh. Póros, zmatený zprávami, že Alexandr je na jeho straně, na toto nové ohrožení zareagoval tak, že proti Makedoňanům vyslal jednotku jízdy a válečných vozů vedených jeho synem. Indové však byli snadno přemoženi, neboť válečné vozy byly zastaveny bahnem při pobřeží. Póros pochopil, že špatně odhadl sílu nepřátel, načež se vydal s jádrem svého vojska vstříc Alexandrovi. Ve svém týlu zanechal pouze malý oddíl, který měl zdržovat Kraterovy vojáky přecházející nyní přes řeku.
V okamžiku zahájení bitvy se makedonská jízda nalézala na pravém křídle Alexandrova vojska. Póros rozdělil svoje jezdectvo rovnoměrně na obě křídla. Před pěchotu ve středu linie umístili Indové jednotku 200 válečných slonů, jejichž přítomnost Alexandrovi vážně ztěžovala situaci. Většina úspěchů makedonského krále totiž vycházela z jeho schopnosti narušit nepřátelské řady. Do vzniklých mezer byl poté podniknut drtivý úder královskou těžkou jízdou (hetairoi). V předchozích bitvách u Issu a u Gaugamél dosáhl Alexandr tímto postupem ničivých výsledků. Podle Arriánova líčení ale makedonské koně děsil pach indických slonů, což Alexandra přinutilo ke změně taktiky.

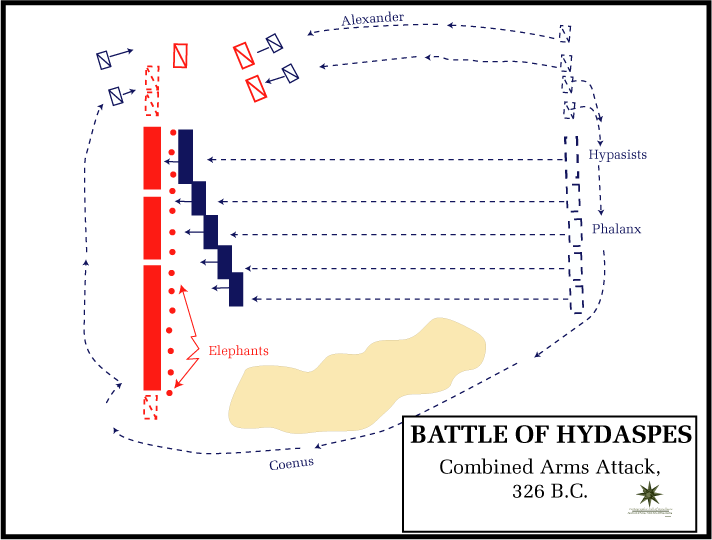
Kombinovaný útok makedonské jízdy a pěchoty

Na začátku bitvy Alexandr odeslal své jízdní lučištníky zasypávat šípy indickou jízdu na levém křídle. Na takto oslabenou nepřátelskou jízdu poté provedl svůj klasický jízdní útok. Následně Póros nařídil jízdě na pravém křídle tryskem se přesunout doleva a posílit tamní kolísající jezdectvo. V tomto momentě přikázal Alexandr svému důstojníku Koinovi, aby se svými jezdci objel indickou linii a zaútočil na indické jezdectvo shromážděné na levém křídle zezadu. Tímto manévrem tedy Alexandr rozdrtil nepřátelské jezdectvo, aniž by musel vystavovat vlastní jízdní oddíly nebezpečí střetu s válečnými slony. Pokud by indická jízda nebyla zničena, mohla by v pozdějších fázích boje ohrožovat makedonskou falangu, které by vzhledem k blízkosti slonů Alexandr nebyl schopen poskytnout podporu své jízdy. Falanga mezitím zaujala postavení proti postupujícím válečným slonům, které dokázala zadržet, ačkoli přitom utrpěla těžké ztráty. S pomocí vítězné jízdy poté Makedoňané obklíčili indické vojáky, kteří se začali hromadně vzdávat.
Póros byl jedním z mnoha Indů, kteří svojí udatností učinili na Alexandra hluboký dojem. Třebaže byl vážně zraněn na rameni a všichni jeho synové padli, stál dvoumetrový Póros hrdě vzpřímený. Když se ho Alexandr dotázal, jak by si přál, aby s ním bylo zacházeno, Póros odpověděl: „Zacházej se mnou jako s králem.“ Třebaže byl Póros poražen a jeho armáda zničena, Alexandr se rozhodl ušetřit život svého protivníka. Pórovi bylo následně dovoleno vládnout své říši jako Alexandrův satrapa. Ztráty v řadách makedonského jezdectva činily 280 mužů, byly tudíž o poznání nižší než u pěchoty, která přišla o 4000 mužů, převážně těžkooděnců. Dalších 8000 pěšáků utrpělo v bitvě zranění. Důvodem takto vysokého počtu ztrát byla skutečnost, že pěšáci nesli hlavní tíhu boje se slony, neboť koně se k těmto obrovským zvířatům odmítali přiblížit. V boji přišlo o život také 12 000 Indů a 9000 bylo zajato.

## Důsledky
Na oslavu svého triumfu založil Alexandr na místě bojiště město nazvané Alexandria Nikáia („vítězná“). Na protějším břehu řeky dal pak vybudovat ještě jedno město Alexandria Bukefalia na památku svého právě zemřelého koně Bukefala. Nicméně i přes vítězství narazil makedonský král v tomto boji na hranice možností svého vojska. V bitvě u Hydaspés Alexandrovi muži poprvé čelili útoku válečných slonů. Boj s těmito gigantickými tlustokožci naháněl hrůzu zvláště falanze. To, že Makedoňané dokázali vydržet nápor válečných slonů, byl nejpřesvědčivější důkaz jejich kázně, zdatnosti a vojenských schopností. Mocná říše Magadha, jež se rozkládala dále na východ v údolí řeky Gangy, disponovala prý 6000 válečných slonů. V pozdějších letech vzniklá Čandraguptova máurjská říše měla dokonce 9000 slonů. Tyto počty byly mnohonásobně vyšší než počty válečných slonů, kterých užívali Peršané. Vidina boje s tak ohromným množstvím slonů zbavovala Alexandrovy vojáky odvahy a odrazovala je od dalšího postupu do nitra Indie.